# Trididemnum polyorchis
Trididemnum polyorchis är en sjöpungsart som beskrevs av Monniot 1996. Trididemnum polyorchis ingår i släktet Trididemnum och familjen Didemnidae. Inga underarter finns listade i Catalogue of Life.